# Мікеле Чеволі
Мікеле Чеволі (італ. Michele Cevoli; нар. 22 липня 1998, Сан-Марино) — сан-маринський футболіст, захисник клубу «Ювенес-Догана».
Виступав, зокрема, за національну збірну Сан-Марино.

## Клубна кар'єра
Народився 22 липня 1998 року в місті Сан-Марино. Вихованець футбольної школи клубу «Сан-Марино».
До складу клубу «Сан-Марино Кальчо» приєднався 2017 року. Відіграв за сан-маринську команду 32 матчі в національному чемпіонаті.
Надалі захищав кольори сан-маринського клубу «Пеннаросса» за який провів 4 матчі в національному чемпіонаті.
З 2020 року захищає кольори сан-маринського клубу «Ювенес-Догана».

## Виступи за збірні
2014 року дебютував у складі юнацької збірної Сан-Марино (U-17), загалом на юнацькому рівні взяв участь у 2 іграх.
Протягом 2016–2018 років залучався до складу молодіжної збірної Сан-Марино. На молодіжному рівні зіграв у 4 офіційних матчах.
2017 року дебютував в офіційних матчах у складі національної збірної Сан-Марино.
| Дата      | Місто      | Господарі   | Результат | Гості      | Турнір            | Голи | Примітки |
| --------- | ---------- | ----------- | --------- | ---------- | ----------------- | ---- | -------- |
| 4-9-2017  | Баку       | Азербайджан | 5 – 1     | Сан-Марино | Відбір до ЧС 2018 | -    |          |
| 5-10-2017 | Серравалле | Сан-Марино  | 0 – 8     | Норвегія   | Відбір до ЧС 2018 | -    | 90+1'    |
| 21-3-2019 | Нікосія    | Кіпр        | 5 – 0     | Сан-Марино | Відбір до ЧЄ 2020 | -    |          |
| 24-3-2019 | Серравалле | Сан-Марино  | 0 – 2     | Шотландія  | Відбір до ЧЄ 2020 | -    |          |
| 8-6-2019  | Саранськ   | Росія       | 9 – 0     | Сан-Марино | Відбір до ЧЄ 2020 | -    |          |
| Усього    |            | Матчів      | 5         |            | Голів             | 0    |          |